# Lijst van gemeentelijke monumenten in Drimmelen (gemeente)
De gemeente Drimmelen kent 198 gemeentelijke monumenten. Hieronder een overzicht. 

## Drimmelen
De plaats Drimmelen kent 26 gemeentelijke monumenten. Zie de lijst van gemeentelijke monumenten in Drimmelen (plaats).

## Hooge Zwaluwe
De plaats Hooge Zwaluwe kent 41 gemeentelijke monumenten. Zie de lijst van gemeentelijke monumenten in Hooge Zwaluwe.

## Lage Zwaluwe
De plaats Lage Zwaluwe kent 38 gemeentelijke monumenten. Zie de lijst van gemeentelijke monumenten in Lage Zwaluwe.

## Made
De plaats Made kent 40 gemeentelijke monumenten. Zie de lijst van gemeentelijke monumenten in Made.

## Terheijden
De plaats Terheijden kent 20 gemeentelijke monumenten. Zie de lijst van gemeentelijke monumenten in Terheijden.

## Wagenberg
De plaats Wagenberg kent 33 gemeentelijke monumenten. Zie de lijst van gemeentelijke monumenten in Wagenberg.
's-Hertogenbosch ·
Alphen-Chaam ·
Altena ·
Asten ·
Baarle-Nassau ·
Bergeijk ·
Bergen op Zoom ·
Bernheze ·
Best ·
Bladel ·
Boekel ·
Boxtel ·
Cranendonck ·
Deurne ·
Dongen ·
Drimmelen ·
Eersel ·
Eindhoven ·
Etten-Leur ·
Lijst van gemeentelijke monumenten in Geertruidenberg ·
Geldrop-Mierlo ·
Gemert-Bakel ·
Gilze en Rijen ·
Goirle ·
Halderberge ·
Heeze-Leende ·
Helmond ·
Heusden ·
Hilvarenbeek ·
Laarbeek ·
Land van Cuijk ·
Maashorst ·
Meierijstad ·
Moerdijk ·
Nuenen, Gerwen en Nederwetten ·
Oirschot ·
Oisterwijk ·
Oosterhout ·
Oss ·
Reusel-De Mierden ·
Roosendaal ·
Someren ·
Son en Breugel ·
Lijst van gemeentelijke monumenten in Steenbergen ·
Tilburg ·
Valkenswaard ·
Vught ·
Waalre ·
Waalwijk ·
Woensdrecht ·
Zundert